# Simon Baruch
Simon Baruch (Swarzędz, 29 luglio 1840 – New York, 3 giugno 1921) è stato un medico prussiano.

## Biografia
Ebreo di nascita, fu il primo di nove figli nati da Bernard Baruch e Theresa Gruen. Nel 1833, quando gli ultimi sopravvissuti della sua famiglia fuggirono dal terrore nazista persero tutti i documenti di famiglia. Simon frequentò il Friedrich Wilhelm Gymnasium, ritirandosi prima di sostenere l’esame finale richiesto per l'ammissione alle università prussiane (1855).

All’età di quindici anni lasciò la famiglia, i suoi amici e la sua casa partendo per Camden: qui lavorò, per un periodo, in un negozio di Mannes Baum, per poi iniziare i suoi studi di medicina. Grazie alle conoscenze di Mannes, incontrò il dottor Thomas J. Workman che accettò di fungere da suo precettore per il periodo di apprendistato richiesto. La pratica combinava lo studio della medicina e la lingua inglese, da lui notevolmente migliorata con le letture consigliate da Workman. Durante i quindici mesi trascorsi sui libri prese lezioni anche da un secondo maestro: il dottor Lynch Horry Deas. Nel 1860, si iscrisse al Medical College of South Carolina a Charleston, uno dei migliori college della nazione. Attraverso le lezioni di teoria e pratica della medicina con Eli Geddings, Simon imparò ad usare tutti i nuovi metodi di diagnosi fisica, ponendo particolare enfasi sulla percussione, l'auscultazione e il processo di battito e ascolto per rivelare i cambiamenti morbosi nascosti nel petto e nell'addome. Sempre con il Dr. Geddings comprese l’importanza dell'analizzare le abitudini, l'occupazione e le "dotazioni costituzionali" del paziente. Simon era ancora a Camden al lavoro come apprendista del dottor Deas quando, il 12 aprile, il bombardamento di Fort Sumter mise fine all'istruzione medica a Charleston; il Medical College of South Carolina cessò di funzionare per la durata delle ostilità. Simon decise così di continuare gli studi nella facoltà di Richmond, rimasta la sola a formare medici per affrontare l'aumento dei malati e feriti di guerra. L'uomo che Simon ricordava meglio di tutti i suoi insegnanti a Richmond era Charles Bell Gibson, professore di chirurgia e anatomia chirurgica, uno dei primi in Virginia ad usare gli anestetici. 

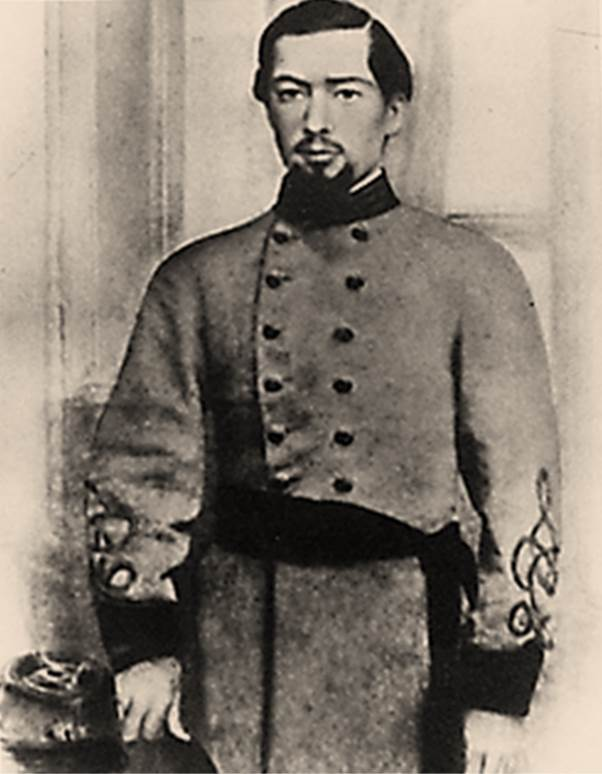

Le sue due lezioni settimanali erano integrate di dimostrazioni e operazioni "di ogni grado", spesso eseguite davanti alla classe. Entro un mese dalla sua laurea al Medical College della Virginia (6 marzo 1862), Baruch si presentò nell'ufficio di Charleston del Dr. Robert Alexander Kinloch e, superato il suo esame, entrò a far parte della commissione nel servizio medico confederato. Dopo la guerra, troppo debole per camminare senza stampelle, Baruch tornò a vivere a Camden con i due fratelli Baum sopravvissuti (Herman e Mannes). Mise in piedi il suo studio e cercò di ricominciare nel 1865 con la compagnia di Belle Wolfe, una ragazza di Winnsboro che veniva spesso a Camden per visitare la zia (Mannes Baum).

Con il tempo, però, iniziò a vedere il suo lavoro sempre più insoddisfacente. Il suo sogno era quello di esercitare in una città così, nell'autunno del 1865, decise di stabilirsi a New York, un luogo molto più prospero di Camden ma con un'elevata quantità di medici affermati. Il giovane Simon non aveva fama o riconoscimenti e il miglior ruolo concessogli fu un posto in uno dei dispensari della città; passava ogni mattina arrancando su e giù per le scale e i corridoi bui delle case popolari. In questo nuovo mondo, Baruch trovò il suo lavoro poco migliorato rispetto alla pratica a Camden ma, tuttavia, grazie alle biblioteche e gli ospedali di New York, riuscì a coltivare il suo interesse verso l’attuale medicina interna. Dopo il lungo periodo da dispensario, non entrando in una pratica ritenuta da lui rispettabile e, comprendendo che i pazienti non sono sempre pronti ad accettare ciò che il medico pensa sia meglio, decise di lasciare a malincuore New York e di ritornare a Candem. Simon diede pubblico avviso del suo ritorno con un piccolo annuncio professionale sul Camden Weekly Journal. 

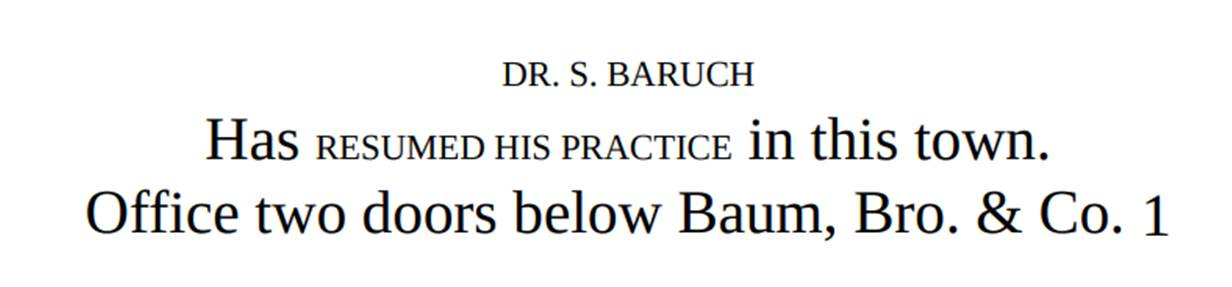

Il 27 novembre 1867, Baruch si recò ancora una volta a New York City, dove prese in sposa la diciassettenne Belle e, insieme, tornarono a Camden da novelli sposi. Dopo notevoli delusioni riguardanti lo stipendio che credeva potesse spettargli, iniziò a registrare ottimi risultati nella pratica di ostetrico. In due anni di lavoro solo una delle sue pazienti sviluppò convulsioni puerperali ma riuscì a salvarsi con l’ausilio del cloroformio. Dopo la guerra Simon continuò a soffrire di numerose difficoltà visive e di frequenti mal di testa, a volte abbastanza gravi da impedirgli di lavorare. Con l'arrivo del suo primogenito Hartwig, nel 1868, quando la pressione del guadagno era più pesante che mai, accettò un incarico come medico esaminatore per la Southern Stock and Mutual Life Insurance Company. Il 4 dicembre 1880 vendette la sua casa, la sua fattoria e lasciò il suo impiego per partire ancora una volta verso New York City. Successivamente qualcosa di più serio complicò la sua carriera: iniziò a soffrire di dolori al petto, da lui interpretati come sintomi di una malattia cardiaca e decise di confrontare la sua diagnosi con quella di Alfred Lebbeus Loomis (un esperto nelle malattie del cuore e del torace). Baruch soffriva di dispepsia, probabilmente causata dallo stress lavorativo poiché, non appena lo studio iniziò a fiorire, la malattia scomparve.

## Carriera
Il 4 Aprile 1862, la carriera di Baruch iniziò con il ruolo di assistente chirurgo nell'esercito degli Stati Confederati entrando a far parte di uno staff medico essenziale per la sopravvivenza dell'esercito. Fu inizialmente trasferito lontano dalle truppe, all'ospedale di Rikersville a Charleston per poi spostarsi al servizio sul campo. Lavorò come assistente chirurgo del battaglione dell'Armata della Virginia del Nord con il compito di prendersi cura del benessere fisico di cinquecento uomini e di tenere i registri. 

### L'aiuto in guerra

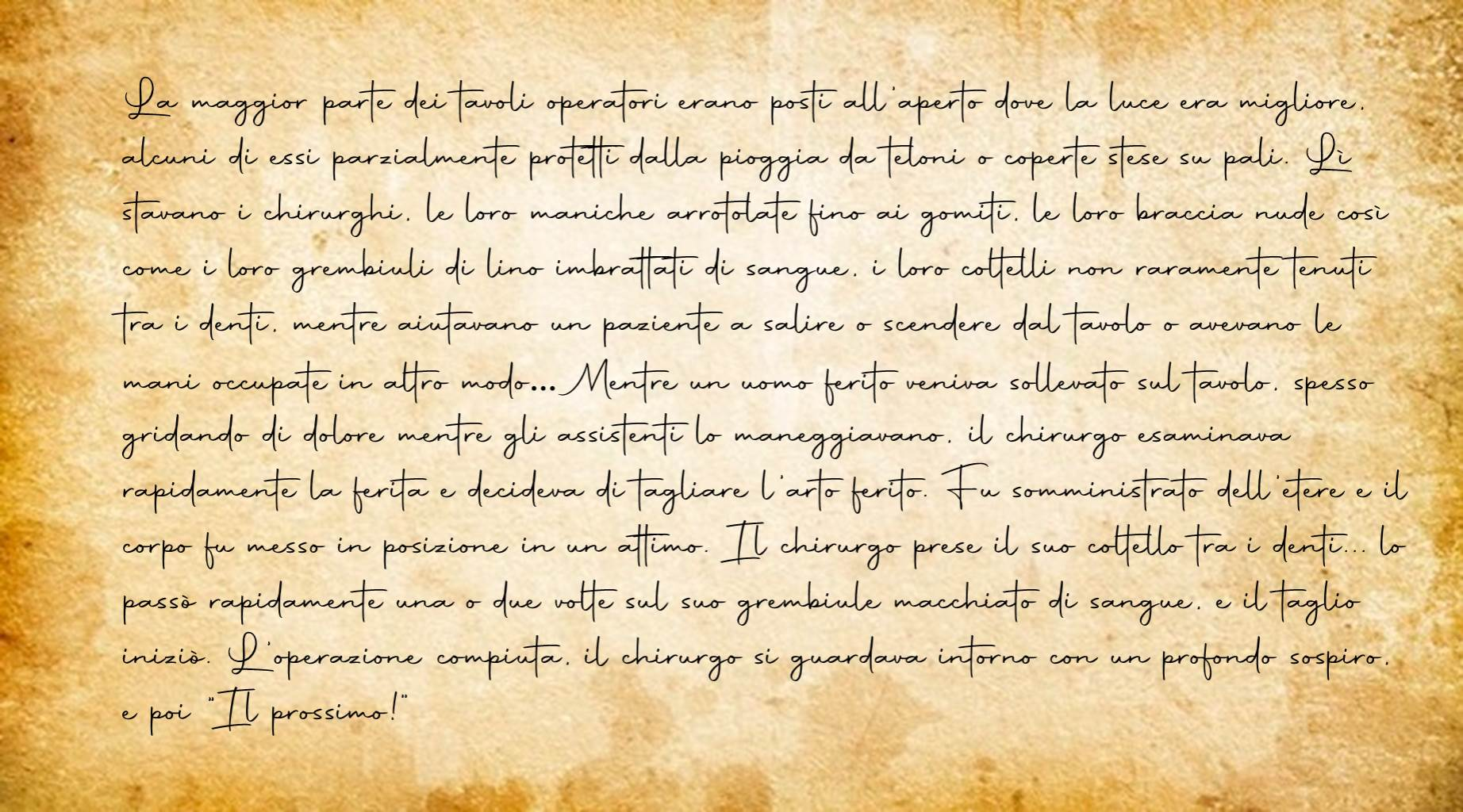

Il 23 agosto del 1862 il generale Robert E. Lee richiamò diverse divisioni e Baruch accompagnato dal suo corpo d’infermeria, si muoveva dando il primo soccorso e supervisionando la rimozione dei feriti tra gli scoppi delle granate. 
Durante la marcia verso Boonsboro, Baruch agì per quasi due mesi come chirurgo della retroguardia. Questo periodo, da un punto di vista puramente professionale, non fu soddisfacente: il tetano, l'erisipela, la gangrena e la piemia erano malattie molto frequenti nei casi post-operatori e le procedure utilizzate erano strazianti per i pazienti. L'8 maggio 1864, Baruch incontrò dei feriti che erano stati colpiti in petto dalla baionetta. Trattò il loro shock con stimolanti, anodini e applicazioni di acqua fredda. Con il passare dei giorni, si assicurò, con l'auscultazione e la percussione, l’assenza di infiammazione pleurica o di polmonite ed entrambi i casi guarirono senza la formazione di pus. Alla luce della rapida guarigione a cui aveva assistito, un mese dopo, presentò un resoconto dettagliato al Confederate States Medical and Surgical Journal assicurando i suoi lettori che le ferite da baionetta erano meno dannose delle "tracce arate dalla terribile mina”. Il 18 luglio 1864, Baruch fu promosso da assistente chirurgo a chirurgo completo ma, anche se apparentemente in forma, fu colpito da un grave deficit visivo che lo portò al congedo. 

### Il Vaiolo
Dei pochi mezzi di prevenzione conosciuti allora, la vaccinazione contro il vaiolo era il più importante e, poiché veniva spesso eseguita in modo improprio, il professor Geddings si preoccupò di insegnare ai suoi studenti il metodo corretto lasciando un ricordo indelebile nella mente di Simon. 

Nel 1865, a Baruch fu incaricato un ospedale per il vaiolo a Goldsboro ma il suo lavoro durò ben poco. Successivamente, nominato dal comitato esecutivo, iniziò a parlare del Vaiolo come "la malattia più facile da poter prevenire oltre che il più grande problema della società". Si impegnò notevolmente non solo nella campagna vaccinale ma anche nei progetti di legislatura, presentando tre punti fondamentali: l’urgente bisogno di una vaccinazione, un codice sanitario unito a un'ordinanza di legge e l’organizzazione di un piano statistico vitale. In pieno contagio, decise di rafforzare il concetto di National Board of Health, limitando il passaggio di merci e persone nelle aree dichiarate ormai pericolose. Baruch si trovò, quindi, a dibattere contro tutti coloro che non credevano nella campagna vaccinale. Rifiutò il concetto di vaccinazione obbligatoria ed era favorevole alla libera scelta e consapevolezza: tutti potevano vaccinarsi e il personale medico doveva favorire la campagna, aiutando ed educando all'unisono i meno informati o più deboli. Il rapporto finale di Baruch venne inizialmente definito da lui stesso come un “abbozzo” quando, in realtà, fu considerato uno dei più importanti contributi al piano epidemiologico.

### Lavoro a New York
Nel giugno 1867, Baruch ebbe il piacere di vedere il Richmond Medical Journal stampare il suo articolo a favore della medicazione ipodermica (la sua prima pubblicazione dopo la guerra). Nella sua presentazione, descrisse i metodi usati per introdurre medicine nel corpo, elencò i loro svantaggi, ridefinì la struttura della siringa e i passi che comportavano il suo utilizzo. Nel marzo 1868, presentò il nuovo trattamento per inalazione, particolarmente utile nelle malattie locali come l'asma, la bronchite cronica, la laringite, la faringite, e anche la tisi, ottenendo un apparecchio chiamato Atomizzatore.

Divenne pieno sostenitore del codice etico dell’American Medical Association ed è proprio in questo periodo che iniziò ad interessarsi alle malattie uterine per trovare un rimedio alle lesioni del parto in un’era dove le pratiche per facilitare il travaglio risultavano tutt’altro che adatte. Accompagnato da una crescita economica, iniziò a scrivere il suo primo articolo al riguardo sul Richmond and Louisville Journal e, analizzando attentamente i vari casi di malattie uterine, iniziò a sostenere entusiasticamente la teoria della prevenzione, sicuramente più efficace e rivoluzionaria di tutt’altro rimedio postumo. Successivamente si iscrisse ad alcune cliniche di New York e ai corsi post laurea dell’epoca dove ha studiato oftalmologia, ginecologia, patologia, neurologia, chirurgia e dermatologia. Inaspettatamente il suo lavoro nella clinica oftalmologica ha portato una cura per i persistenti mal di testa emicranici che lo avevano a lungo impedito di lavorare più volte alla settimana. Presto passò alla carica di “chirurgo per le malattie degli occhi, dell’orecchio e della gola” presso il dispensario nord-occidentale. Verso giugno 1881 divenne assistente medico di diverse istituzioni pubbliche, tra cui il New York Juvenile Asylum; a poco a poco iniziò ad attirare pazienti facoltosi. Il 27 ottobre 1882 venne dichiarato capo della clinica dell’occhio, dell’orecchio e della gola in quella che egli stesso definì la prima scuola di specializzazione (Policlinico Medico dispensario del Nord-Est). Il 19 dicembre George Shardy, uno dei redattori medici più importanti e di successo d’America, invitò Baruch a scrivere diversi articoli per il Medical Record. Baruch decise di dedicarli alla malaria rendendo, centinaia di medici, consapevoli del suo background, della sua esperienza e dell’impressionante profondità della sua narrativa nella letteratura medica degli Stati Uniti, Inghilterra e continente. Alla fine del 1883 iniziò a criticare l’attuale pratica di applicare antisettici durante e dopo il parto,  avvicinandosi all’ideale chirurgico dell’asepsi che non aveva bisogno di prodotti chimici aggressivi per disinfettare ciò che non aveva mai infettato. All’inizio era poco supportato nelle società e dalle stampe pubbliche, tuttavia, il suo punto di vista divenne dominante.

## L'Idroterapia

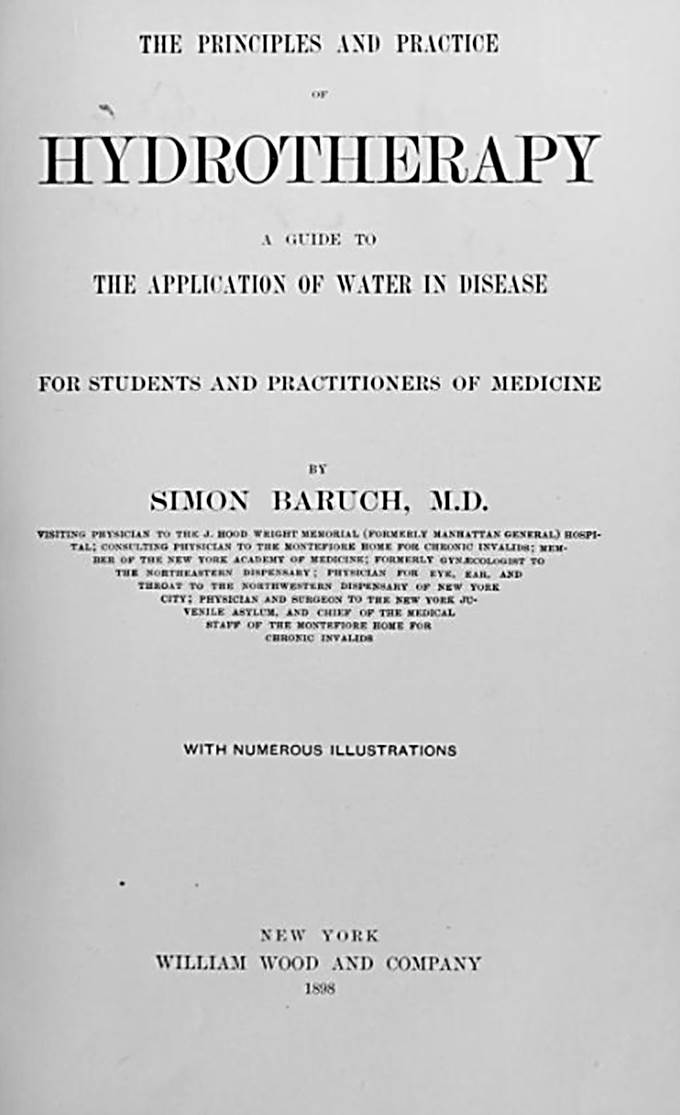

L'uso terapeutico dell'acqua fu scarsamente preso in considerazione dal suo professore Geddings che la menzionò esclusivamente per mettere in guardia gli studenti da un rimedio "fortemente sostenuto da altri". Veniva utilizzata nei casi di malattie nervose come l'epilessia, la catalessi, l'isteria, nelle febbri gialle, nel tifo e, secondo alcune vaghe teorie, la si poteva applicare anche alle febbri. Nel 1880, dopo gli abusi di dosaggio dei farmaci a base di Coal-tar, Baruch cercò una terapia migliore credendo, nel 1889, d’aver trovato la soluzione nell'Idroterapia.

La prima motivazione che lo portò a voler approfondire i suoi studi fu la conferenza sulla patologia della febbre, tenuta da William Welch al Columbia College of Physicians and Surgeons il 12 aprile 1888. Welch scoprì che gli animali potevano convivere con alte temperature per almeno tre settimane senza manifestare sintomi gravi o disturbi funzionali, escludendo la respirazione affannata e l’accelerazione del battito. La seconda motivazione fu il suo studio attento dell'opera di Ernst Brand, la cui procedura consisteva nell’immergere il paziente tifoide per cinque minuti in acqua a 18 °C tutte le volte che la temperatura superava i 39,5 °C. Tutto ciò portò Baruch a riproporre l’argomento alla "Medical Society of the State of New York" nel 1889, suggerendo che il trattamento del bagno freddo potesse combattere "questi stessi effetti degli agenti infettivi e tossici...e che lo stimolo...eccita i centri nervosi che influiscono sulla circolazione, la respirazione, la digestione, la formazione dei tessuti e l’escrezione”. Esortò così i colleghi a trattare tutti i pazienti affetti da tifo con i “bagni di Brand”, considerandola però non come "rimedio universale” bensì come un “prezioso e indispensabile ausiliario per altri trattamenti”. I molteplici benefici dell’idroterapia furono testimoniati da numerose lettere di ammiratori, tra cui il noto Sigmund Freud che nel 1890 usava l'elettroterapia e l'idroterapia per curare i suoi pazienti. Nel 1893 Baruch sollecitò sempre più l’insegnamento dell’idroterapia in scuole mediche americane e in cliniche post laurea e ben presto la sua materia iniziò ad avere un ruolo rilevante. Dopo tre anni dalla morte di Baruch, in assenza di specifici farmaci o trattamenti per la febbre tifoide o il colpo di calore, l’idroterapia rimase una misura essenziale e salvavita rendendolo noto come “L’apostolo della pulizia”.

Intorno al 1889, di fatto, iniziò la sua battaglia per la costruzione dei bagni pubblici accessibili a tutte le classi sociali e il 5 dicembre si rivolse alla sezione della sanità pubblica e dell’igiene della New York Academy of Medicine con un documento intitolato: “Un appello per i bagni pubblici, insieme a un metodo economico per il loro utilizzo igienico”. Verso la fine dell’estate del 1891 Baruch rese possibile il miglior tipo di bagno, freddo o caldo, con acqua pura, in una stanza privata, con sapone e asciugamano per soli 5 centesimi. Nello stesso anno iniziò a diffondersi di nuovo il colera e in ottobre, dopo che lo spavento si placò, fu definito da Baruch come “una benedizione travestita” poiché pose l’attenzione sulla disperata necessità di pulizia personale per i poveri.

## Altri contributi
Oltre all’Idroterapia, Baruch si impegnò nella soluzione di altre problematiche:
- Trattò le malattie cardiache distinguendo il soffio cardiaco dalla malattia coronarica;
- Trattò l’indigestione acuta non più come causa di morte (i decessi erano il risultato di condizioni pregresse del cuore e dei vasi sanguigni);
- Studiò i danni causati dall'atletica agonistica sporadica e faticosa, sollecitandone un’esercitazione più controllata a partire dai primi anni di scuola;
- Descrisse i sintomi premonitori della tubercolosi nella fascia d’età più suscettibile e aggiunse un piano di cura. Con la collaborazione di alcune associazioni per la salute, inoltre, riuscì a costruire strutture idonee per i malati;
- Notò il ruolo della mosca domestica nella trasmissione del tifo, dissenteria e numerose altre malattie, esortando l’uso di zanzariere, protezioni per gli alimenti e un veleno fatto da pane imbevuto di formaldeide;
- Sebbene non fumasse, approvava il fumo con moderazione, "poiché in giorni di tensione nervosa, l'erba diventa ... restauratore di nervi";
- Correlando l'incidenza degli infortuni sul lavoro con le ore di giornata lavorativa, introdusse il concetto di risparmio di tempo e denaro, garantito dalla distribuzione di pranzi piacevoli, ampie scorte di acqua potabile e docce ad alta pressione per i lavoratori[11].